# Ninisinna Mons
Il Ninisinna Mons è una struttura geologica della superficie di Venere.